# Fritz Thiel (Widerstandskämpfer)
Fritz Thiel (* 17. August 1916 in Polkwitz (Schlesien); † 13. Mai 1943 in Berlin-Plötzensee) war ein deutscher Widerstandskämpfer gegen den Nationalsozialismus.

## Leben
Nach dem Schulbesuch in Bonn begann er zunächst eine Lehre als Bäcker, sattelte aber später auf Uhrmacher um. Er schloss sich 1932 dem Kommunistischen Jugendverband Deutschlands (KJVD) an. Spätere Tätigkeiten für die KPD sind nicht bekannt.
Er meldete sich 1935 freiwillig zur Luftwaffe und kam dadurch 1936 zur Ausbildung als Funker nach Berlin-Kladow. Bereits 1936/37 war er fünf Monate in Untersuchungshaft wegen des Verdachts auf Hochverrat, Freispruch wegen Mangels an Beweisen. 1939 wurde er erneut eingezogen und in Polen als Funker eingesetzt. 1940 wurde er auf Antrag des Arbeitgebers Zeiss-Ikon-Werke von der Wehrmacht freigestellt.
Ab 1937 besuchte er das Heilsche Abendgymnasium in Berlin-Schöneberg und bereitete sich dort erfolgreich auf das Abitur vor. Anschließend war er Gasthörer volkswirtschaftlicher Vorlesungen an der Berliner Universität. Am Abendgymnasium freundete er sich mit seinen Mitschülern Friedrich Rehmer, Otto Gollnow, Ursula Goetze und Eva Rittmeister an. Unter Anleitung von deren Ehemann John Rittmeister wandelte sich der Freundeskreis in einen Zirkel von Hitlergegnern.
Im Januar 1942 heiratete er seine schwangere Freundin Hannelore, am 24. Mai 1942 wurde ihr Sohn Alexander geboren. Hannelore Thiel war zu dem Zeitpunkt siebzehn Jahre alt. Sie beteiligte sich aktiv an den Widerstandstätigkeiten.

Anfang 1942 bekam er Kontakt zu den Kreisen um Harro Schulze-Boysen und der Roten Kapelle. Er beteiligte sich an der Herstellung und Verbreitung der programmatischen Schrift Die Sorge um Deutschlands Zukunft geht durch das Volk, unterstützte Hans Coppi bei dessen Versuchen, defekte Funkgeräte zu reparieren und das Funken zu erlernen, empfing und gab Flugblätter und Schriften weiter. 

Klebezettel

Fritz Thiel und Harro Schulze-Boysen organisierten eine Protestaktion gegen die Propagandaausstellung Das Sowjetparadies im Berliner Lustgarten. „Ständige Ausstellung – Das Naziparadies – Hunger, Lüge, Gestapo – wie lange noch?“ stand auf den kleinen Zetteln, die überall in der Stadt verklebt wurden, er selbst klebte diese Zettel mit Maria Terwiel. Seine hochschwangere Frau war an der Vorbereitung beteiligt, klebte nicht selber, was ihr die Todesstrafe ersparte.
Infolge der nach Schulze-Boysens Inhaftierung einsetzenden Verhaftungswelle wurde auch das Ehepaar am 16. September 1942 verhaftet. Hannelore Thiel beging ihren 18. Geburtstag im Gefängnis. In der Haft wurde Fritz Thiel psychisch und körperlich (u. a. tagelang ultravioletter Strahlung ausgesetzt) schwer gefoltert. Seine Aussagen belasteten seine Freunde, besonders Ursula Goetze, Werner Krauss und John Rittmeister schwer. Er versuchte anschließend, sich deswegen das Leben zu nehmen.
Am 18. Januar 1943 wurde Fritz Thiel wegen Vorbereitung zum Hochverrat und wegen Feindbegünstigung zum Tode verurteilt und am 13. Mai 1943 in Plötzensee hingerichtet.
Seine Frau wurde im gleichen Prozess zu sechs Jahren Gefängnis verurteilt.